# Dykkerhåndtegn
|  | Maskinoversættelse og/eller tvivlsomt indhold Denne sides indhold bærer præg af at være en maskinoversættelse og/eller meget dårligt og uklart formuleret. Det vurderes at sproget er så dårligt og eventuelt forkert eller til at misforstå, at det bør omskrives eller oversættes på ny. Du kan hjælpe med at oversætte til korrekt dansk i denne og lignende artikler. Hvis dette ikke sker inden for kort tid, kan en sletning komme på tale. Se evt. denne sides diskussionsside eller i artikelhistorikken. |

Dykkerhåndtegn er et tegnsprog, der benyttes af dykkere for at kommunikere med hinanden under dykning.
Da det ikke er muligt at samtale under vand, bliver man nødt til at kommunikere med hinanden på andre måder. Derfor har man udviklet et let tegnsprog, som man kan bruges til kommunikation under vandet.
Der er cirka 50 tegn, som er vigtige at kunne inden man dykker i åbent hav.
Nogle af de vigtige dykkerhåndtegn er:
- 'Gå op': En næve lavet med den ene hånd, tommelfinger løftet opad, mens hånd flyttes opad for at understrege retningen.
- 'Gå ne'd: En næve lavet med den ene hånd, tommelfinger pegende nedad, og hånd bevæges nedad for at understrege retningen.
- Ikke OK - der er noget galt: En åben hånd med håndfladen nedad og spredte fingre vippes frem og tilbage på aksen af underarmen.
- OK! OK?: En cirkel lavet med tommel-og pegefinger, de resterende fingre spredes, hvis muligt.
- OK : Kan også gøres uden at udvide fingrene hvis iført tykke handsker.
- OK: Danner en stor cirkel med begge hænder over hovedet: Bruges på overfladen, da OK hånd tegn kan være svært at se på afstand. Kaldes også "big OK".
- OK!: Berøring eller prikken på toppen af hovedet med albuen ud til siden: Bruges på afstand, når håndtegn kan være svært at se. Alternativ overflade "OK"-signal. Anvendes typisk efter dykkeren er gået i vandet fra båd.
- Stop! : Hånd rejst lodret med fingrene samlet og håndfladen vendt imod modtageren. Kan også udføres med knyttet næve.
- Vend om: En pegefinger løftes lodret og drejes i en cirkulær bevægelse.
- Hvad vej? : En næve lavet med den ene hånd med strakt tommelfinger og hånden drejet på aksen af underarmen 180 ° et par gange.
- Båd: Begge hænder i skålform.
- Bliv med din buddy : Begge hænder knyttet, pegefingrene strækkes og hænderne placeret sammen med pegefingre sideløbende og i kontakt. Kan også anvendes til at tildele ny buddy.
- Grib hinanden : Opretholde fysisk kontakt: Begge hænder foldet sammen.
- Hvem fører, hvem følger: Den ene hånd pegede på dykker, der vil føre derefter placeret foran kroppen, der peger fremad, derefter pegede på dykker, der skal følge og placeret bag den første.
- Bliv på denne dybde: Flad hånd med håndfladen ned og fingre spredt bevægede sig langsomt fra side til side vandret et par gange.
- Tag det roligt eller Sæt farten ned: Flad hånd med håndfladen ned bevægede sig langsomt op og ned et par gange.
- Giv mig luft (nød underforstået): Peger på munden med tommelfinger og fingre sammen, flytte hånden frem og tilbage en kort afstand.
- Tom for luft!: Savende bevægelse foran halsen med en flad hånd. Halshug. [2][3]
- Hjælp mig! : Vinke med en eller begge arme i en stor bue. Bruges på overfladen.
- Ikke forstået: Løftede skuldre, arme bøjet, hænder til hver side, håndfladerne opad.
- Fare i den retning: Knytnæve skubbet / pegede i retning af den opfattede fare
- Jeg fryser: Kramme brystet og krydsede arme foran brystet, overarme grebet af modsatte hænder.
- Se her: Peg med to fingre mod øjnene.
- Tænk eller husk: Pegefinger peger i tindingen.
- Jeg kan ikke trykudligne: Peger på øret med pegefinger.

## Eksterne links
- dykkerhåndtegn Arkiveret 6. marts 2014 hos  Wayback Machine